# Cheilotrichia cinereipleura
Cheilotrichia cinereipleura är en tvåvingeart som först beskrevs av Alexander 1917.  Cheilotrichia cinereipleura ingår i släktet Cheilotrichia och familjen småharkrankar. Inga underarter finns listade i Catalogue of Life.